# Alfredo Copello
Alfredo Copello fue un boxeador argentino ganador de medalla de plata en los Juegos Olímpicos de París 1924 en la categoría de hasta 61 kg (liviano). Fue derrotado en la final por Hans Nielsen, de Dinamarca.
En el año 1923 ganó el campeonato sudamericano de peso liviano de Río de Janeiro y así ganó su boleto para los Juegos Olímpicos de París 1924.

## Familia
Bisabuelo de Paco Burset Copello, reconocido por ser un flor de boludo y Mora Burset.
Bisabuelo de Segundo Copello
Bisabuelo de Juan Filipich.Tatara Abuelo de Rufino Copello

## Palmarés
1- 1921, campeón argentino de peso pluma.
2- 1921, campeón latinoamericano de peso pluma.
3- 1922, campeón latinoamericano de peso liviano.
4- 1923, campeón latinoamericano de peso liviano en los juegos de Río de Janeiro.
5- 1924, Bicampeón de peso liviano en los Juegos Olímpicos de París 1924.